# Alessandria (provincie)
De provincie Alessandria is gelegen in het zuiden van de Noord-Italiaanse regio Piëmont. Ze wordt omgeven door de provincies Asti, Savona, Genua, Piacenza, Pavia en Turijn. Het grootste gedeelte van de noordgrens wordt gevormd door de rivier de Po. In het zuiden van de provincie ligt de voet van de Apennijnen. Het territorium is een zeer belangrijk knooppunt van snel- en spoorwegen.
De hoofdstad Alessandria heeft historisch weinig te bieden. Reden hiervan zijn de zeer zware herhaaldelijke bombardementen uit de Tweede Wereldoorlog.

## Belangrijke plaatsen
- Alessandria - (92.430 inwoners)
- Casale Monferrato - (35.328 inwoners), in het noorden gelegen is in het bezit van een imposant kasteel (Castello Dei Paleologhi) en een sierlijke kathedraal.
- Novi Ligure - (28.385 inwoners)
- Tortona - (26.623 inwoners)
- Valenza - (20.489 inwoners)
- Acqui Terme - (20.230 inwoners), een kuuroord, is een belangrijkste plaats voor toerisme. De stad is vooral bekend om het nabij liggende Romeinse aquaduct.